# Den græske tronfølge
Det græske monarki blev afskaffet af det daværende militærregime den 1. juni 1973, en handling, der blev bekræftet ved prædikant den 8. december 1974 efter regimets fald. Titlen som konge brugtes af den sidste regerende monark, Konstantin II (r. 1964-1973). Hans søn, kronprins Pavlos, som blev født i 1967, har været tronprætendant siden Kong Konstantin 2.s død 10. januar 2023. Det er dog uvist, om han vil bruge titlen som konge, eller stadig vil kalde sig kronprins.

## Nuværende tronfølge
- Kong Paul I (1901–1964)
  -  Kong Konstantin II (1940-2023)
    -  Kronprins Pavlos/"Kong Pavlos II" (f. 1967)
      - (1) Prins Konstantine-Alexios (f. 1998)
      - (2) Prins Achileas-Andreas (f. 2000)
      - (3) Prins Odysseus-Kimon (f. 2004)
      - (4) Prins Aristidis-Stavros (f. 2008)
      - (5) Prinsesse Maria-Olympia (f. 1996)

    - (6) Prins Nikolaos (f. 1969)
    - (7) Prins Philippos (f. 1986)
    - (8) Prinsesse Theodora (f. 1983)

  - (9) Prinsesse Irene (f. 1942)

## Tronfølge i juni 1973
- Kong Paul I (1901–1964)
  -  Kong Konstantin II (born 1940)
    - (1) Kronprins Pavlos (b. 1967)
    - (2) Prins Nikolaos (b. 1969)
    - (3) Prinsesse Alexia (b. 1965)

  - (4) Prinsesse Irene (b. 1942)